# Nationalpark-Haus Husum

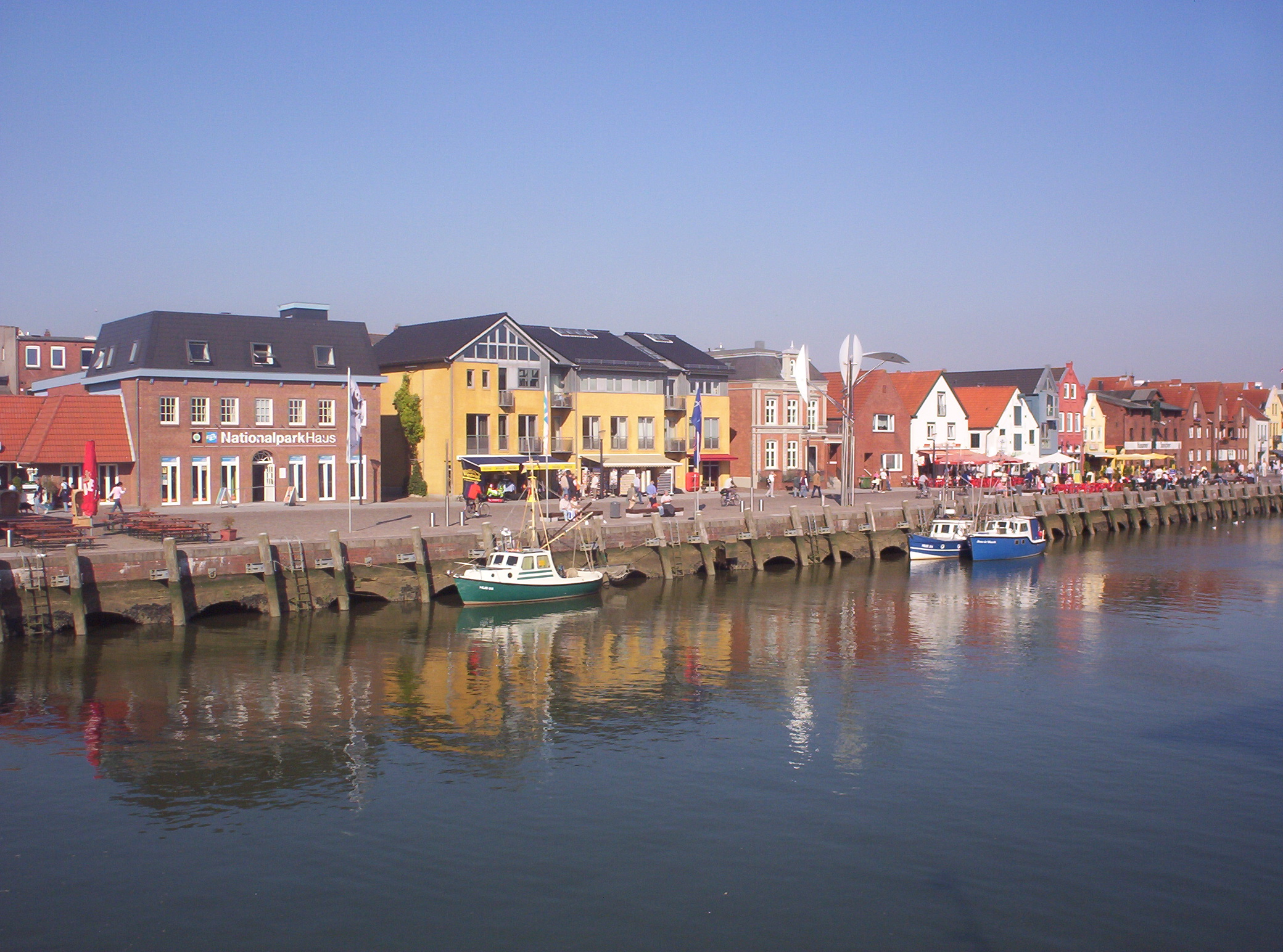
Das Nationalparkhaus am Binnenhafen (links)

Das Nationalpark-Haus Husum ist ein Zentrum für Umweltbildung, Naturschutz-Koordination und Verwaltung des Nationalparks Schleswig-Holsteinisches Wattenmeer in Husum. Betrieben wird das Haus von der Nationalpark Service gGmbH, dem WWF Deutschland, der Schutzstation Wattenmeer und dem Weltladen Husum. Die Eröffnung erfolgte 2004.

## Das Haus
Das Haus steht direkt am Kai des Husumer Binnenhafens und verfügt über Lagerräume im Hinterhaus. Bei der Einrichtung des Hauses wirkte eine Reihe von größeren (Land Schleswig-Holstein) und kleineren Sponsoren mit.

## Ausstellung
Im Untergeschoss ist die Ausstellung der Nationalparkverwaltung zur Besucherinformation untergebracht. Dort wird auch über Angebote im Nationalpark Schleswig-Holsteinisches Wattenmeer, etwa Wattführungen, informiert. Die Besucherinformation wurde 2019 komplett modernisiert und verfügt nun unter anderem über ein großes Aquarium sowie ein kleines Kino, welches auch für Fachvorträge genutzt wird.

## Weltladen
Im Haus befindet sich der Weltladen Husum, der durch den Evangelischen Kirchenkreis Nordfriesland finanziert wird. Dort werden neben fair gehandelten Produkten auch Nationalpark-Andenken verkauft. Der Laden ist Mitglied im Weltladen Dachverband.

## Schutzstation Wattenmeer und WWF Wattenmeer
Die Naturschutzorganisation Schutzstation Wattenmeer hat seit 2011 ihre Geschäftsstelle im Nationalpark-Haus Husum. Von hier aus wird die Arbeit in den Zentren im gesamten Nationalpark koordiniert. 
Das WWF-Wattenmeerbüro befindet sich ebenfalls im Nationalparkhaus.